# Wide Awake in Dreamland (álbum)
Wide Awake in Dreamland es el octavo álbum de Pat Benatar, lanzado en 1988. Tras una serie de álbumes exitosos, este fue el último álbum de tipo de rock de 1980s, antes de que intentara un sonido tipo blues. El sencillo principal del álbum "All Fired Up" alcanzó la posición #19 en las listas Billboard Hot 100 y fue el último de los sencillos de Benatar en alcanzar los Top 40 de Estados Unidos.
El álbum fue principalmente grabado en el estudio de Neil Giraldo, con la mayor parte de las canciones escritas por Giraldo y baterista Grombacher. Cuatro de las canciones son coescritas con Pat Benatar (la que aparece en los créditos como Pat Giraldo). 

## Lista de canciones
1. "All Fired Up" (Kerryn Tolhurst, Myron Grombacher, Pat Benatar) - 4:27
2. "One Love" (Neil Giraldo, Grombacher) - 5:12
3. "Let's Stay Together" (Giraldo, Benatar) - 4:50
4. "Don't Walk Away" (Nick Gilder, Duane Hitchings) - 4:35
5. "Too Long a Soldier" (Giraldo, Grombacher) - 6:42
6. "Cool Zero" (Giraldo, Grombacher) - 5:26
7. "Cerebral Man" (Tully Winfield, Don Schiff) - 4:40
8. "Lift 'em on Up" (Giraldo, Grombacher, Benatar) - 4:54
9. "Suffer the Little Children" (Giraldo, Benatar) - 4:10
10. "Wide Awake in Dreamland" (Giraldo, Grombacher) - 4:58

## Sencillos
| Canción                          | Fecha | US Hot 100 | US Mainstream Rock | UK singles | Australian singles |
| -------------------------------- | ----- | ---------- | ------------------ | ---------- | ------------------ |
| "All Fired Up (sencillo)"        | 1988  | 19         | 2                  | 19         | 2                  |
| "Don't Walk Away (edición)"      | 1988  | —          | —                  | 42         | —                  |
| "Let's Stay Together (sencillo)" | 1988  | —          | —                  | —          | —                  |
| "One Love (edición)"             | 1989  | —          | —                  | 59         | —                  |

### Agrupación
- Pat Benatar - voces
- Neil Giraldo - guitarras
- Myron Grombacher - percuciones
- Fernando Saunders - bajo
- Frank Linx - bajo, coros
- Kevin Savigar - teclados
- Charles Giordano - teclados
- Bo Castro - percuciones
- Nick Gilder - coros en "Don't Walk Away", "Cool Zero"
- Carmen Twillie - coros en "Lift 'em on Up"
- Phyllis St. James - coros en "Lift 'em on Up"
- Maxine Water - coros "Lift 'em on Up"